# Сърдечна недостатъчност
Сърдечната недостатъчност (СН) е състояние при сърдечно заболяване, при което независимо от нормалното камерно пълнене сърдечният дебит е понижен и сърцето е неспособно да изтласква необходимото количество кръв за задоволяване на метаболитните нужди на тъканите, чиито функционални параметри са в нормални граници.
Освен посочената дефиниция има и други, между които е и използваната в медицинската практика: СН е клиничен синдром на лесна умора, задух, ограничен физически капацитет, белодробен и/или системен застой, които се дължат на невъзможността на сърцето да изпомпва достатъчно количество кръв (систолна камерна дисфункция) и/или да приема кръв (диастолна камерна дисфункция), за да задоволи метаболните потребности на тъканите, или това става възможно за сметка на абнормно повишено налягане на камерно пълнене.

## Систолна и диастолна дисфункция на сърцето
В основата на СН стои сърдечната дисфункция. Систоличната дисфункция се характеризира с намалена помпена дейност на сърцето, при което има намалена фракция на изтласкване (ФИ) и увеличен телесистолен обем на засегнатата сърдечна камера. Диастолната сърдечна дисфункция включва нарушение на релаксацията на камерата по време на диастола при запазена систолна функция. Намалената камерна релаксация обуславя нарушаване на нейното пълнене с кръв. Систолна дисфункция се наблюдава най-често при исхемична болест на сърцето (ИБС) – инфаркт на миокарда или съществуваща тиха миокардна исхемия. Диастолната дисфункция е сравнително рядка при млади хора и е честа при лица в напреднала възраст, при които е налице камерна хипертрофия и/или миокардна исхемия. Не рядко при един и същи пациент има едновременно или последователно оформяне на систолна и диастолна дисфункция. При част от случаите със сърдечна дисфункция тя може да съществува за известно време безсимптомно.

## Остра и хронична сърдечна недостатъчност
Хроничната сърдечна недостатъчност (ХСН) може да се изяви за първи път с появата на остра СН или в своето хронично протичане да има епизоди на изостряне. Терминът остра сърдечна недостатъчност се използва за обозначаване на острия кардиогенен белодробен оток и на кардиогенния шок.

## Лява и дясна сърдечна недостатъчност
В зависимост от доминиращия тип на застой с конгестия съответно в малкия или големия кръг на кръвообращението СН се определя като левостранна или десностранна, без при това да е необходимо да се посочва коя от двете сърдечни камери е по-тежко увредена. При ляво-дясна СН има конгестия в малкия и големия кръг.

## Сърдечна недостатъчност с нисък и висок сърдечен дебит
При повечето сърдечни заболявания при настъпила СН сърдечният дебит не нараства при физически усилия или показва понижение. При напредване на СН сърдечният дебит се понижава и при състояние на покой. При някои заболявания, които протичат с повишен сърдечен дебит, при настъпване на СН минутният обем на сърцето намалява, но поради повишените му изходни стойности остава повишен или в границите на нормата.

### Сърдечни заболявания, при които СН протича с нисък сърдечен дебит
- Исхемична болест на сърцето
- Артериална хипертония
- Клапни сърдечни пороци
- Кардиомиопатии

### Сърдечни заболявания, при които СН протича с висок сърдечен дебит
- Тиреотоксикоза
- Артерио-венозни фистули
- Хронично белодробно сърце
- Чернодробни цирози
- Болест на Paget
- Бери-бери
- Тежки анемии

## Епидемиология и медико-социална значимост на СН
В Европа честотата на симптомната СН се движи от 0,4% до 2%. При население от 900 милиона около 10 милиона души са с клинични прояви на СН. При вземане предвид и на лицата с асимптомна сърдечна дисфункция честотата е двойно по-голяма от посочената. Броят на случаите нараства с напредване на възрастта. Левокамерна дисфункция се установява при 2% от населението между 25 и 65 години, а при хората на 65 г., този процент се движи между 4% и 6%.

## Етиология на СН
Сърдечна недостатъчност може да възникне при болести на ендокарда, миокарда, перикарда и големите съдове. При 80 – 90% от случаите с ХСН последната се дължи на левокамерна дисфункция. При 75% от случаите с ХСН има данни за ИБС и артериална хипертония. По-малък е процентът на другите причини за случаите на левостранна СН: клапни сърдечни заболявания, миокардит, кардиомиопатии, вродени сърдечни пороци.
Остър кардиогенен белодробен оток и кардиогенен шок настъпват най-често при остър инфаркт на миокарда (ОМИ), тежка хипертонична криза при хипертонично сърце, клапанни сърдечни заболявания с ЛК обременяване, остра митрална и аортна регургитация, тежка миокардна исхемия (зашеметен или или хиберниран миокард), остър перикардит със сърдечна тампонада, високочестотни тахиаритмии, тежка митрална стеноза или тромбоза на митрална клапна протеза. При последните две заболявания високостепенните венозна и пулмонална хипертония са резултат на механична пречка за ЛК пълнене.
Хроничната десностранна СН се наблюдава при ХОББ с хронично белодробно сърце, рецидивиращ БТЕ, първична пулмонална хипертония, трикуспидална инсуфициенция, увреждания на пулмоналната клапа. Тежката трикуспидална стеноза и туморите на дясното предсърдие водят до системна венозна хипертония както при деснокамерна слабост. Остра десностранна СН може да възникне при масивна белодробна емболия, инфаркт на миокарда на дясната камера, тромбоза или дехисценция на трикуспидална клапна протеза, миокардит с предимно деснокамерно ангажиране, ендокардит с тежка деструкция на трикуспидалната или пулмоналната клапи и др.

### Предразполагащи и провокиращи фактори
При съществуваща сърдечна дисфункция проявата на манифестна СН може да бъде провокирана от редица фактори:
- спиране на провежданото лечение;
- голям прием на готварска сол;
- поява на сърдечни аритмии;
- възникване на инфекциозно заболяване;
- физически или психически стрес;
- белодробен емболизъм;
- неконтролирана артериална хипертония;
- поява на възпалителни сърдечни заболявания;
- прибавяне на друго вътрешно заболяване (бъбречно, ендокринно).

### Компенсаторни механизми
При сърдечни заболявания се оформят компенсаторни механизми, които в зависимост от вида на сърдечната болест за по-дълъг или по-кратък период от време съдействат за поддържане на нормални стойности на сърдечния дебит и на АН с адекватно кръвоснабдяване на жизненоважните органи. При максимална изразеност на всеки един от компенсаторните механизми на преден план могат да се изявят негативни последствия, които съдействат за задълбочаване на СН и влошават прогнозата на сърдечното заболяване.

### Повишена симпатикусова активност
Рефлекторното повишение на симпатикусовия тонус с увеличено отделяне на норадреналин и адреналин съдейства за повишение на миокардния контрактилитет, на сърдечната честота и на камерната изообемна релаксация. Установено е, че при сърдечна недостатъчност високите плазмени нива на катехоламините корелират с честотата на животозастрашаващите аритмии и с намаление на продължителността на живота.

### Нерво-хормонални промени
При сърдечна недостатъчност има активиране на системата ренин-ангиотензин-алдостерон, увеличени плазмени нива на антидиуретичния хормон и на натриуретичните пептиди. Установява се също увеличена продукция на ендотелин 1.

## Класификация
В зависимост от това коя камера е с нарушена функция се различават:
- Левостранна сърдечна недостатъчност – засяга се лявата камера.
- Десностранна сърдечна недостатъчност – засяга се дясната камера.
- Тотална сърдечна недостатъчност – засягат се и двете камери.

Според начина на протичане се различават:
- Остра сърдечна недостатъчност – развива се за часове или дни.
- Хронична сърдечна недостатъчност – развива се за месеци и години.

Според преобладаващото хемодинамично нарушение се различават:
- Застойна сърдечна недостатъчност – има декомпенсация назад.
- Нискодебитна сърдечна недостатъчност – има декомпенсация напред и намаляване на минутния сърдечен обем.
- Смесена сърдечна недостатъчност.

Според Нюйорската кардиологична асоциация (NYHA) сърдечната недостатъчност бива 4 класа:
- I клас – болните нямат оплаквания при обичайна физическа активност.
- II клас – появяват се оплаквания (задух, сърцебиене, умора) при обичайна физическа активност.
- III клас – поява на оплаквания при субобичайни физически усилия.
- IV клас – поява на задух в покой.

## Лечение
На болните се налага спешна хоспитализация с цел повишаване на миокардния контрактилитет и увеличаване на сърдечния минутен обем. Основните лекарства на сърдечната недостатъчност са:  диуретици и сърдечни глюкозиди.